# Billa (supermarktketen)

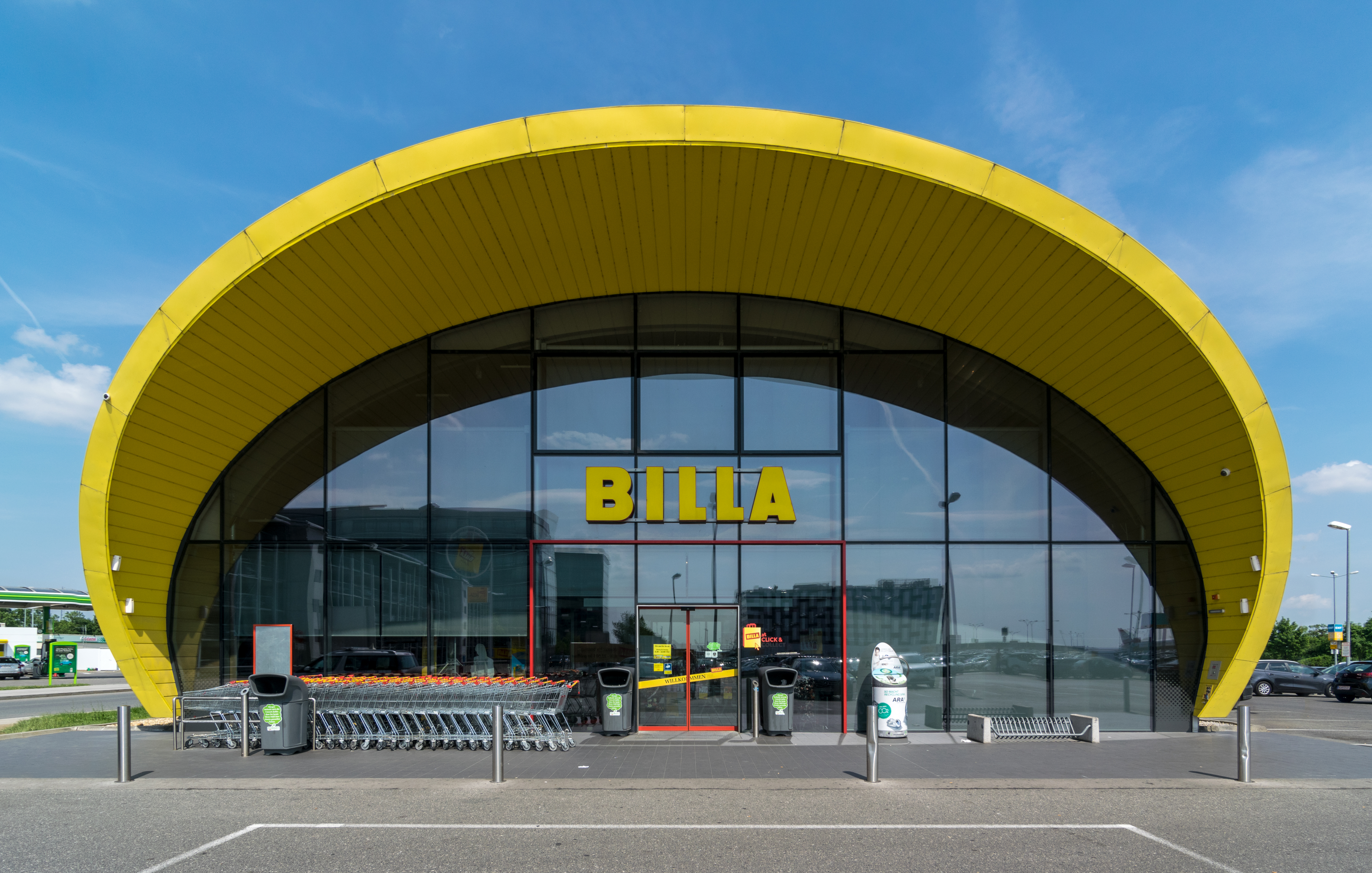
Billa Wien-Schwechat

Billa ([ˈbɪla]ⓘ) is een Oostenrijkse supermarktketen die deel uitmaakt van de Rewe International groep.
Ze hebben filialen van verscheiden grootte:
- Billa Classic
- Billa Corso
- Big Billa
- Billa stop & shop
- Billa Box
- Billa Plus

De hoofdzetel bevindt zich in Wenen.